# Saint-Loup-des-Vignes
Saint-Loup-des-Vignes és un municipi francès, situat al departament del Loiret i a la regió de Centre – Vall del Loira. L'any 2007 tenia 434 habitants.

## Demografia

### Població
El 2007 la població de fet de Saint-Loup-des-Vignes era de 434 persones. Hi havia 170 famílies, de les quals 44 eren unipersonals (20 homes vivint sols i 24 dones vivint soles), 43 parelles sense fills, 55 parelles amb fills i 28 famílies monoparentals amb fills.
La població ha evolucionat segons el següent gràfic:
Habitants censats

### Habitatges
El 2007 hi havia 238 habitatges, 176 eren l'habitatge principal de la família, 49 eren segones residències i 13 estaven desocupats. 232 eren cases i 6 eren apartaments. Dels 176 habitatges principals, 153 estaven ocupats pels seus propietaris, 23 estaven llogats i ocupats pels llogaters i 1 estava cedit a títol gratuït; 6 tenien dues cambres, 35 en tenien tres, 66 en tenien quatre i 69 en tenien cinc o més. 151 habitatges disposaven pel capbaix d'una plaça de pàrquing. A 84 habitatges hi havia un automòbil i a 84 n'hi havia dos o més.

### Piràmide de població
La piràmide de població per edats i sexe el 2009 era:
| Homes | Edats   | Dones |
| ----- | ------- | ----- |
| 0     | 95 o +  | 0     |
| 4     | 90 a 94 | 0     |
| 0     | 85 a 89 | 4     |
| 4     | 80 a 84 | 12    |
| 8     | 75 a 79 | 0     |
| 8     | 70 a 74 | 12    |
| 20    | 65 a 69 | 12    |
| 4     | 60 a 64 | 16    |
| 4     | 55 a 59 | 0     |
| 8     | 50 a 54 | 8     |
| 20    | 45 a 49 | 20    |
| 32    | 40 a 44 | 48    |
| 16    | 35 a 39 | 8     |
| 12    | 30 a 34 | 4     |
| 4     | 25 a 29 | 0     |
| 4     | 20 a 24 | 0     |
| 16    | 15 a 19 | 28    |
| 8     | 10 a 14 | 40    |
| 16    | 5 a 9   | 8     |
| 0     | 0 a 4   | 4     |

## Economia
El 2007 la població en edat de treballar era de 273 persones, 207 eren actives i 66 eren inactives. De les 207 persones actives 191 estaven ocupades (104 homes i 87 dones) i 17 estaven aturades (13 homes i 4 dones). De les 66 persones inactives 27 estaven jubilades, 21 estaven estudiant i 18 estaven classificades com a «altres inactius».

### Ingressos
El 2009 a Saint-Loup-des-Vignes hi havia 182 unitats fiscals que integraven 453 persones, la mediana anual d'ingressos fiscals per persona era de 18.598 €.

### Activitats econòmiques
Dels 16 establiments que hi havia el 2007, 1 era d'una empresa de fabricació de material elèctric, 1 d'una empresa de fabricació d'altres productes industrials, 6 d'empreses de construcció, 1 d'una empresa de comerç i reparació d'automòbils, 2 d'empreses de transport, 1 d'una empresa d'hostatgeria i restauració, 1 d'una empresa d'informació i comunicació i 3 d'empreses de serveis.
Dels 6 establiments de servei als particulars que hi havia el 2009, 1 era un paleta, 1 fusteria, 3 lampisteries i 1 electricista.
L'any 2000 a Saint-Loup-des-Vignes hi havia 15 explotacions agrícoles que ocupaven un total de 927 hectàrees.

## Poblacions més properes
El següent diagrama mostra les poblacions més properes.